# Lista de automóveis da Audi
A lista a seguir mostra os veículos produzidos pela empresa Audi, incluindo os modelos do passado e do presente, bem como os modelos conceituais da empresa e edições limitadas. A atual era de produção da Audi começou em 1968, sendo hoje parte do Grupo Volkswagen que adquiriu a empresa em 1965.

## Cronologia de modelos
A lista a seguir mostra os modelos divididos pelo ano de introdução.

### Anos 1960
- Audi 100 (1968-1976)

### Anos 1970
- Audi 80 (1972-1978)
- Audi 50 (1974-1978)
- Audi 100 (1972-1982)
- Audi 80 (1978-1986)
- Audi 200 5T (1979-1984)

### Anos 1980
- Audi Quattro (1980-1991)
- Audi 100 (1982-1990)
- Audi 80 quattro (1980-1987)
- Audi 90 (1984-1987)
- Audi Coupe GT (1980-1987)
- Audi Sport quattro (1983-1984)
- Audi 80 (1986-1991)
- Audi 90 (1986-1991)
- Audi V8 (1988-1995)
- Audi Coupe (1988-1995)

### Anos 1990
- Audi 100/A6 (1991-1998)
- Audi 80 (1991-1996)
- Audi Cabriolet (1990-2000)
- Audi A8 (1994-2003)
- Audi A4 (1994-2001)
- Audi A3 (1993-2003)
- Audi A6 (1997-2006)
- Audi Duo (1997)
- Audi TT Coupe (1998-2006)
- Audi TT Roadster (1999-2006)
- Audi A2 (1999-2006)

### Anos 2000
- Audi A4 (2001–2007)
- Audi A4 Cabriolet (2001–2005)
- Audi A8 (2003–2010)
- Audi A3 (2003–)
- Audi A6 (2004–2008)
- Audi A3 Sportback (2005–)
- Audi Q7 (2005–)
- Audi A6 allroad quattro (2006–2011)
- Audi A4 Cabriolet (2005–2009)
- Audi TT (2006–)
- Audi A4 (2007–)
- Audi A5 (2007–)
- Audi Q5 (2008–)
- Audi TT 2.0 TDI quattro (2008–)
- Audi A6 (2008–2011)
- Audi A6 Cabriolet (2008–)
- Audi A4 allroad quattro (2009–)

### Anos 2010
- Audi A1 (2010–)
- Audi A8 (2010–)
- Audi A7 (2010–)
- Audi A6 (2011–)
- Audi Q3 (2011–)
- Audi A6 allroad quattro (2012–)

## Modelos S e RS
- Audi S2 (1991–1994)
- Audi Avant RS 2 (1993–1994)
- Audi S8 (1994–2003)
- Audi S6 (1999–2004)
- Audi S4 quattro (1997–2002)
- Audi S3 (1999–2003)
- Audi RS4 Avant (2000–2001)
- Audi S4 (2002–2005)
- Audi RS6 (2002–2004)
- Audi RS 4 (2006–2008)
- Audi S4 (2006–2008)
- Audi S8 (2006–2010)
- Audi R8 (2007–)
- Audi RS 6 V10 (2007–)
- Audi TTS (2008–)

## Modelos elétricos
- Audi A1 Sportback Concept
- Audi A4 TDI Concept E
- Audi e-tron Concept Supercar

## Modelos descontinuados

### 1965-1968
| F103      | 80        | 90        | 100       | 50        | 200       | Coupé     | Sport Quattro |
| --------- | --------- | --------- | --------- | --------- | --------- | --------- | ------------- |
| 1965–1972 | 1966–1996 | 1966–1996 | 1968–1994 | 1974–1978 | 1979-1991 | 1980–1988 | 1984–1985     |
|           |           |           |           |           |           |           |               |

### 1991-2010
| Quattro   | V8        | S2        | Cabriolet | RS 2 Avant | A2        | RS4       | RS6       |
| --------- | --------- | --------- | --------- | ---------- | --------- | --------- | --------- |
| 1980–1991 | 1988–1993 | 1990–1995 | 1991–2000 | 1994–1995  | 1999–2005 | 2000–2008 | 2002–2010 |
|           |           |           |           |            |           |           |           |

## Modelos conceituais

### 1981-2001
| Audi Quartz | Audi Quattro Spyder | Audi Avus Quattro | Audi AL2 | Rosemeyer | Avantissimo | Steppenwolf |
| ----------- | ------------------- | ----------------- | -------- | --------- | ----------- | ----------- |
| 1981        | 1991                | 1991              | 1997     | 2000      | 2001        | 2001        |
|             |                     |                   |          |           |             |             |

### 2003-2007
| Le Mans Quattro | Nuvulari Quattro | Pikes Peak Quattro | RSQ  | Shooting Brake | Roadjet | Cross Cabriolet Quattro |
| --------------- | ---------------- | ------------------ | ---- | -------------- | ------- | ----------------------- |
| 2003            | 2003             | 2003               | 2004 | 2005           | 2006    | 2007                    |
|                 |                  |                    |      |                |         |                         |

### 2008-2009
| A1 project Quattro | A1 Sportback | R8 TDI Le Mans | TT Clubsport Quattro | Cross Concept | Sportback Concept | e-tron |
| ------------------ | ------------ | -------------- | -------------------- | ------------- | ----------------- | ------ |
| 2007/2008          | 2008         | 2008           | 2008                 | 2009          | 2009              | 2009   |
|                    |              |                |                      |               |                   |        |

### 2010-2011
| A1 e-tron concept | Quattro | A1 clubsport quattro | e-tron Spyder | Urban Spyder | A2 concept | A3 concept |
| ----------------- | ------- | -------------------- | ------------- | ------------ | ---------- | ---------- |
| 2010              | 2010    | 2011                 | 2011          | 2011         | 2011       | 2011       |
|                   |         |                      |               |              |            |            |

## Modelos históricos

### 1910-1928
| Tipo A    | Tipo B    | Tipo C    | Tipo D    | Tipo E    | Tipo G    | Tipo K    | Tipo M    |
| --------- | --------- | --------- | --------- | --------- | --------- | --------- | --------- |
| 1910-1912 | 1910-1914 | 1912-1921 | 1912-1920 | 1911-1924 | 1914-1923 | 1922-1925 | 1925-1928 |
|           |           |           |           |           |           |           |           |

### 1928-1940
| Tipo R    | Tipo S/SS | Tipo T    | Tipo P    | Front UW 220 | Front UW 225 | Tipo C/D racer | 920       |
| --------- | --------- | --------- | --------- | ------------ | ------------ | -------------- | --------- |
| 1928-1932 | 1929-1932 | 1931-1932 | 1931-1932 | 1933-1934    | 1935-1938    | 1938           | 1938-1940 |
|           |           |           |           |              |              |                |           |

## Modelos de corrida

### Protótipos paraLe Mans
| R8C  | R8R  | R8   | R10 TDI | R15 TDI | R18 TDI | R18 e-tron quattro |
| ---- | ---- | ---- | ------- | ------- | ------- | ------------------ |
| 1999 | 1999 | 2000 | 2006    | 2009    | 2011    | 2012               |
|      |      |      |         |         |         |                    |